# Lake Pontchartrain Causeway
Lake Pontchartrain Causeway eller bare "The Causeway" er en bro, eller rette to parallelle broer over Lake Pontchartrain i det sydlige Louisiana, USA. Den længste af de to broer (ca. 20 meter længere end den korteste) er 38 km og 420 meter lang, og dermed verdens længste bro over vand. De to broer, der er understøttet af mere end 9.000 bropiller er forsynet med en klapanordning over sejlrenden gennem Lake Pontchartrain ca. 13 km syd for den nordlige bred, som tillader skibe at passere broen. 
Broen går fra Mandeville på den nordlige bred til New Orleans forstaden Metairie på den sydlige. 

## Historie
Idéen til en bro over Lake Pontchartrain opstod allerede begyndelse af det 19. århundrede. Grundlæggeren af byen Mandeville, Bernard de Mandeville etablerede i stedet en færgeforbindelse over søen, som fungerede helt frem til 1930'erne. I 1920'erne blev det foreslået at anlægge en serie af kunstige øer i søen, og forbinde disse med broer. Finansieringen skulle ske ved at sælge byggegrunde på de kunstige øer, men projektet blev aldrig til noget. I 1948 nedsatte staten Louisianas regering en kommission, (The Causeway Commission), som skulle komme med forslag til en bro. I 1956 åbnede den første forbindelse, en tospors bro over søen. I 1965 blev den anden bro åbnet, og dermed var der etableret to spor i hver retning. 
Bygningen af broen satte gang i en vækst i de små bebyggelser nord for søen, som nu var at betragte som naturligt opland for New Orleans. Selv om broen hele tiden har været en betalingsbro, er prisen for at krydse søen forholdsvis beskeden, og det har gjort det praktisk muligt for mennesker med job i New Orleans at bosætte sig i de noget billigere boligområder nord for søen. Prisen for at krydse søen blev fastlagt til $1,50 i hver retning. I 1999 ændrede man dog politik, og i stedet for at opkræve broafgift i begge retninger, opkræves der nu kun afgift når man kører i sydgående retning. Til gengæld steg prisen til $3 pr. tur.
Årsagen til denne ændring var, at man ønskede at undgå kødannelse ved betalingsanlægget i broens sydlige ende.

## Udvidelse
Trafikken over broen er nu så stor, at man overvejer at anlægge endnu en brobane. Mere end 40.000 biler passerer broen hver dag, og dette tal vokser fortsat. En ekstra brobane vil også forbedre evakueringsvejene ud af New Orleans, fx i forbindelse med orkaner, som fx Katrina, der ramte byen i 2005. Denne orkan forsagede i øvrigt kun meget begrænsede skader på broen. 

## Andet
Broen er en motorvejsbro og det er en hastighedsbegrænsning på 65 miles i timen (104 km/t) i begge retninger. Imidlertid kan der være problemer med udsynet, når man i mørke passerer klapanordningen og to andre buer på broen, hvor mindre skibe kan passere. Dette har betyder at hastigheden i sydgående retning om natten reduceres til 55 miles i timen (88 km/t). 
Måden broen er konstrueret på, betyder at vejenbanen buer op mellem de enkelte bropiller. Dette forhold, i kombination med lysreflekser fra søens vand, betyder at broen kan være meget ubehagelig at krydse for nogle mennesker, og lokalt anbefales det da også, at man højest krydser den en eller to gange i døgnet. 

## Eksterne links
- Causeway website Arkiveret 15. januar 2013 hos  Wayback Machine
- Google Maps satellit billede

30°12′22″N 90°07′17″V / 30.206055°N 90.1215°V